# Кубок Нідерландів з футболу 2003—2004
Кубок Нідерландів з футболу 2003–2004 — 86-й розіграш кубкового футбольного турніру в Нідерландах. Володарем кубка вдруге поспіль став Утрехт.

## Календар
| Раунд                 | Дата                      | Матчі | Клуби   |
| --------------------- | ------------------------- | ----- | ------- |
| Кваліфікаційний раунд | 11 серпня 2003            | 1     | 87 → 86 |
| Перший раунд          | 9 серпня - 1 вересня 2003 | 40    | 86 → 46 |
| Другий раунд          | 23-25 вересня 2003        | 20    | 46 → 26 |
| Третій раунд          | 28-29 жовтня 2004         | 10    | 26 → 16 |
| 1/8 фіналу            | 16-17 грудня 2004         | 8     | 16 → 8  |
| 1/4 фіналу            | 3-4 лютого 2004           | 4     | 8 → 4   |
| 1/2 фіналу            | 16-17 березня 2004        | 2     | 4 → 2   |
| Фінал                 | 23 травня 2004            | 1     | 2 → 1   |

## 1/8 фіналу
| Команда 1      | Рахунок | Команда 2     |
| -------------- | ------- | ------------- |
| 16 грудня 2003 |         |               |
| Спарта (2)     | 2:0     | Росендал      |
| Гераклес (2)   | 4:1     | Хук (3)       |
| Твенте         | 1:0     | Йонг Аякс (3) |
| ПСВ            | 2:0     | Віллем II     |
| 17 грудня 2003 |         |               |
| Геренвен       | 0:1     | Неймеген      |
| Феєнорд        | 1:0     | Вітессе       |
| Утрехт         | 3:1     | Валвейк       |
| Аякс           | 0:1     | НАК Бреда     |

## 1/4 фіналу
| Команда 1     | Рахунок      | Команда 2    |
| ------------- | ------------ | ------------ |
| 3 лютого 2004 |              |              |
| Спарта (2)    | 0:0 пен. 3:2 | Неймеген     |
| 4 лютого 2004 |              |              |
| Твенте        | 3:1 дч       | Феєнорд      |
| Утрехт        | 3:2          | Гераклес (2) |
| ПСВ           | 0:1          | НАК Бреда    |

## 1/2 фіналу
| Команда 1       | Рахунок      | Команда 2 |
| --------------- | ------------ | --------- |
| 16 березня 2004 |              |           |
| Твенте          | 2:2 пен. 4:3 | НАК Бреда |
| 17 березня 2004 |              |           |
| Спарта (2)      | 3:3 пен. 3:4 | Утрехт    |

## Фінал
| 23 травня 2004 |

| Твенте | 0:1      | Утрехт           |
| ------ | -------- | ---------------- |
|        | Протокол | ван дер Берг 66' |

| Феєнорд, Роттердам Глядачів: 48 000 Арбітр: Рулоф Луїнге |